# اصل کانان سابیرلی
اصل کانان سابیرلی (انگلیسی: Aslı Canan Sabırlı؛ زادهٔ ۱۳ سپتامبر ۱۹۹۱) بازیکن فوتبال اهل ترکیه است.
وی همچنین در تیم‌های ملی فوتبال Turkey women's national under-17 football team و Turkey women's national under-19 football team بازی کرده‌است.